# Britta Röder

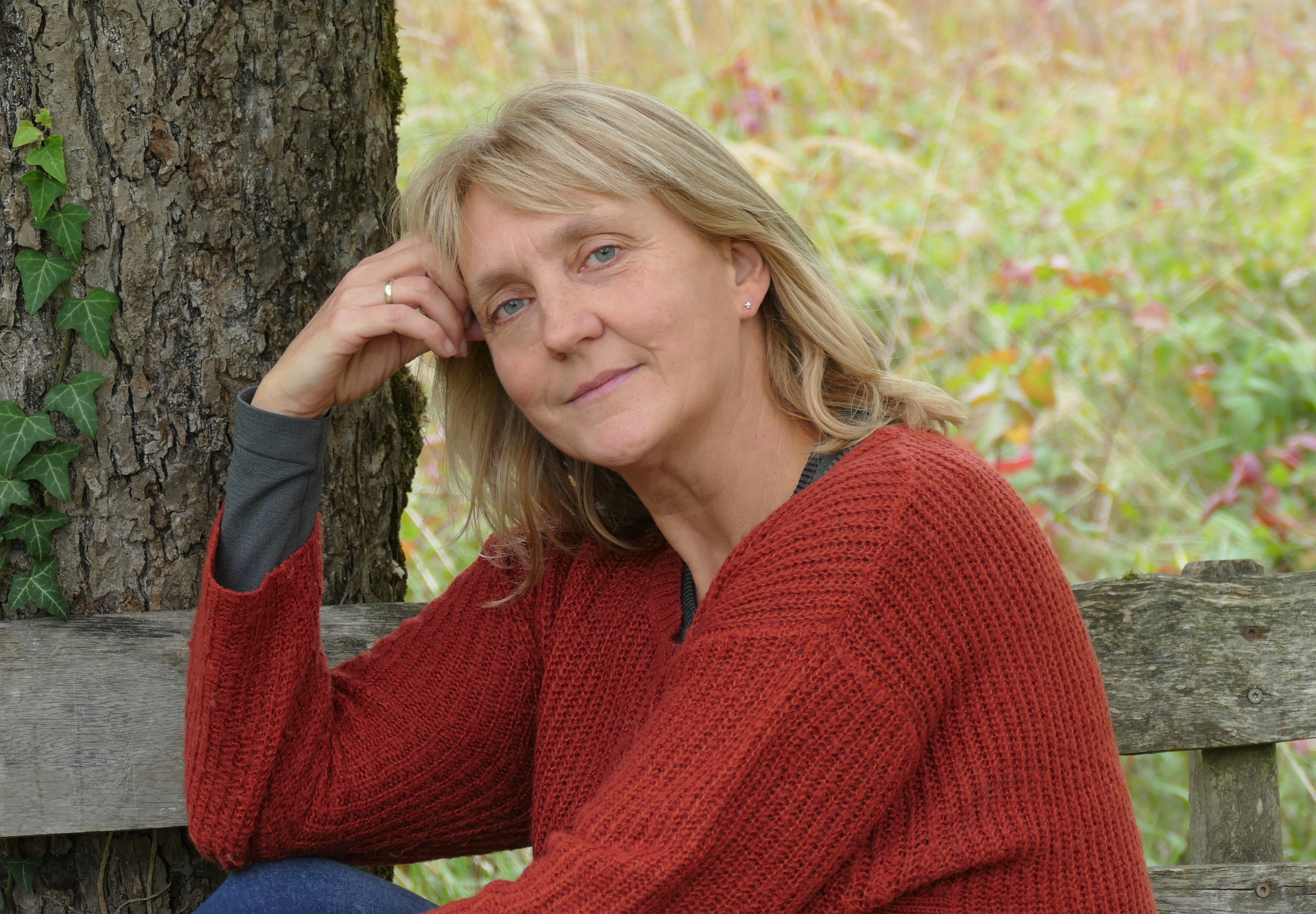
Britta Röder (2020)

Britta Röder (* 1967 in Trier) ist eine deutsche Schriftstellerin.

## Leben
Röder studierte Romanistik, Slawistik und Mittlere und Neuere Geschichte an der Johannes Gutenberg Universität in Mainz und an der Université de Bourgogne in Dijon.
Nach ihrem Studienabschluss mit dem Magister Artium begann sie für einen Wiesbadener Fachzeitschriftenverlag zu arbeiten. Seit 2000 ist sie in Frankfurt am Main bei einem großen Fachverlag angestellt.
2011 erschien ihr Debüt-Roman „Die Buchwanderer“ im Acabus Verlag.
2014 folgte mit der Roadstory „Zwischen den Atemzügen“ ihr zweiter Roman im gleichen Verlag.
2021 erschien mit „Das Gewicht aller Dinge“ ihr dritter Roman im Frankfurter Größenwahn Verlag.
Mit „Fliehkraft“ erschien 2025 im Verlag Edition Federleicht der erste Erzählband.
Sie engagiert sich ehrenamtlich für die Riedbuchmesse in Stockstadt am Rhein, in dessen Orga-Team sie ist und für das sie auch das Facebook-Portal „Literaturportal Südhessen“ federführend betreut.
Sie ist als Redakteurin für das Online-Literaturmagazin booknerds.de aktiv und betreibt einen eigenen Blog bei Instagram unter dem Namen xlcoffeequeen.
Britta Röder lebt mit ihrer Familie im südhessischen Riedstadt.

## Werke und Veröffentlichungen
- Die Buchwanderer, Roman, Hamburg 2011, Acabus Verlag, ISBN 978-3-86282-017-7
- Zwischen den Atemzügen, Roman, (vorher Acabus Verlag), 1. Neuauflage, Fehnland Verlag 2014, ISBN 978-3-96971-077-7
- Das Gewicht aller Dinge, Roman, Frankfurt am Main, Größenwahn Verlag 2021, ISBN 978-3-95771-287-5
- Alien, Erzählung (2. Platz), erschienen in  "Bitte wenden - Die Siegerbeiträge Stockstädter Literaturwettbewerb 2012–2022, ISBN 978-3-935333-50-4
- Niemand braucht Lyrik!, Essay, erschienen in „Unterwegs mit dem Lyrik-Flüsterer“, 2023, hrsg. v. W.Chistian Schmitt, Ulrich Diehl Verlag und Medienservice GmbH, ISBN 978-3-9825762-2-0